# Phaulula habroides
Phaulula habroides är en insektsart som beskrevs av Heinrich Hugo Karny 1926. Phaulula habroides ingår i släktet Phaulula och familjen vårtbitare. Inga underarter finns listade i Catalogue of Life.